# Schwerfen
Schwerfen ist der zweitgrößte Stadtteil von Zülpich im Kreis Euskirchen in Nordrhein-Westfalen. Michael Sita bekleidet das Ehrenamt des Ortsvorstehers. (Stand 2021). Zum Ort zählen die Burg Irnich und der Weiler Virnich, zu dem die ehemalige Burg Virnich gehört.

## Lage
Schwerfen liegt am Übergang zwischen Voreifel und Zülpicher Börde im südlichsten Teil des Stadtgebietes. Nachbarorte sind Bürvenich, Sinzenich, Enzen sowie Gehn und Floisdorf, die beide zur Stadt Mechernich gehören. Am östlichen Ortsrand verläuft die Bundesstraße 477. Mitten im Ort treffen die Landesstraße 11 und die Kreisstraße 10 aufeinander. Der Rotbach fließt durch das Dorf.

## Geschichte

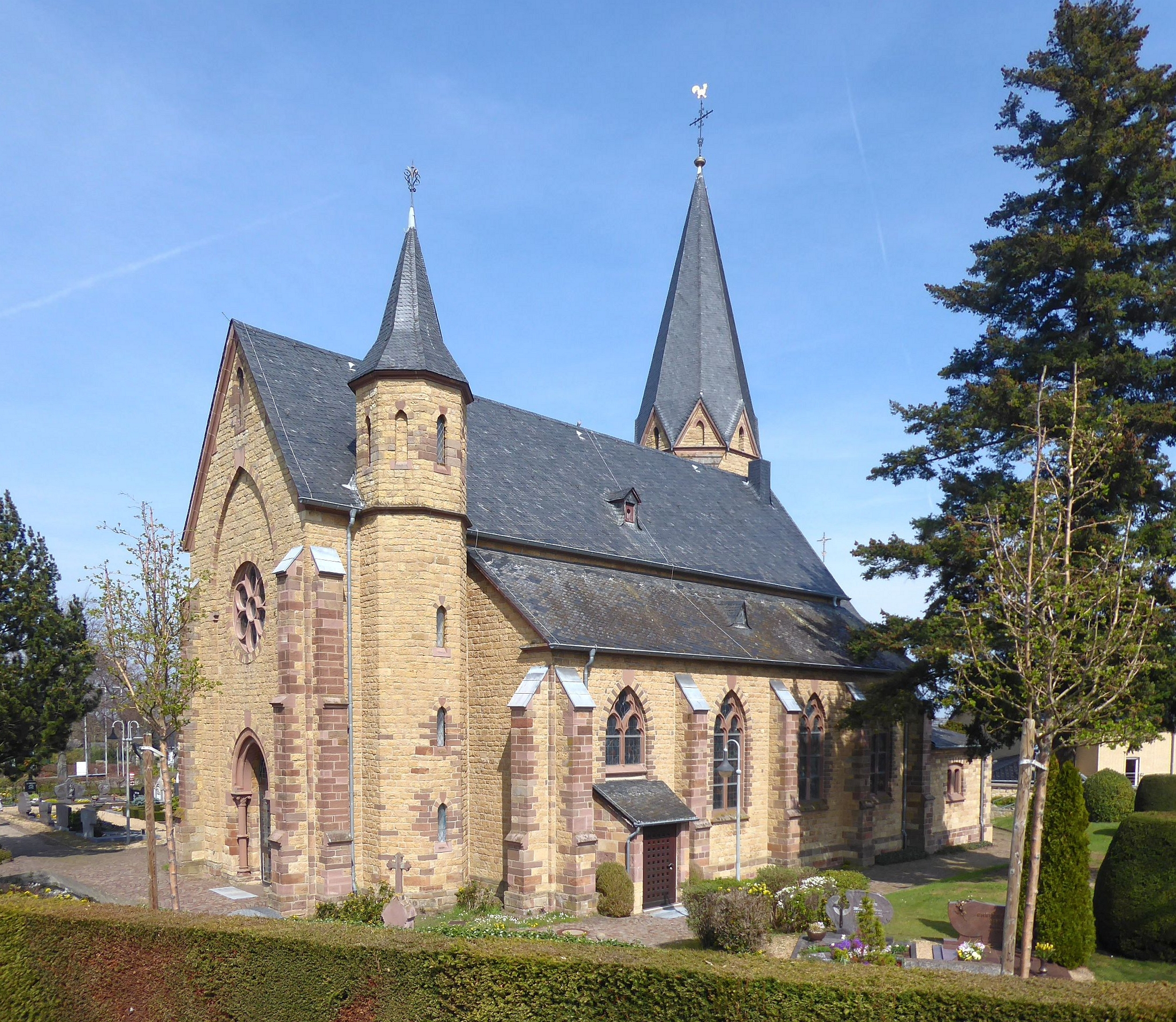
Kirche St. Dionysius

1147 wird der Ort erstmals als Sueruene erwähnt. Eine begüterte Familie hieß „von Schwerfen“. Ihr Stammsitz war die Gülichsburg. Weitere Baudenkmäler sind der Irnicher Hof, die Burg Irnich, der Hof zu Virnich, der Rittersitz Virnich, der Fronhof und die Kirche.
Durch das Gesetz zur Neugliederung des Landkreises Euskirchen wurden am 1. Juli 1969 die bisherigen Gemeinden Antweiler, Kommern, Lessenich-Rißdorf, Obergartzem, Satzvey-Firmenich, Schwerfen, Wachendorf und Weiler am Berge zur neuen Gemeinde Veytal zusammengeschlossen.
Mit dem Aachen-Gesetz vom 14. Dezember 1971 wurde am 1. Januar 1972 der Kreis Schleiden in den Kreis Euskirchen eingegliedert und die Gemeinde Veytal, mit Ausnahme des Ortsteils Schwerfen, in die Gemeinde (heute Stadt) Mechernich eingegliedert. Schwerfen wurde ein Teil der Stadt Zülpich.

## Kirche St. Dionysius

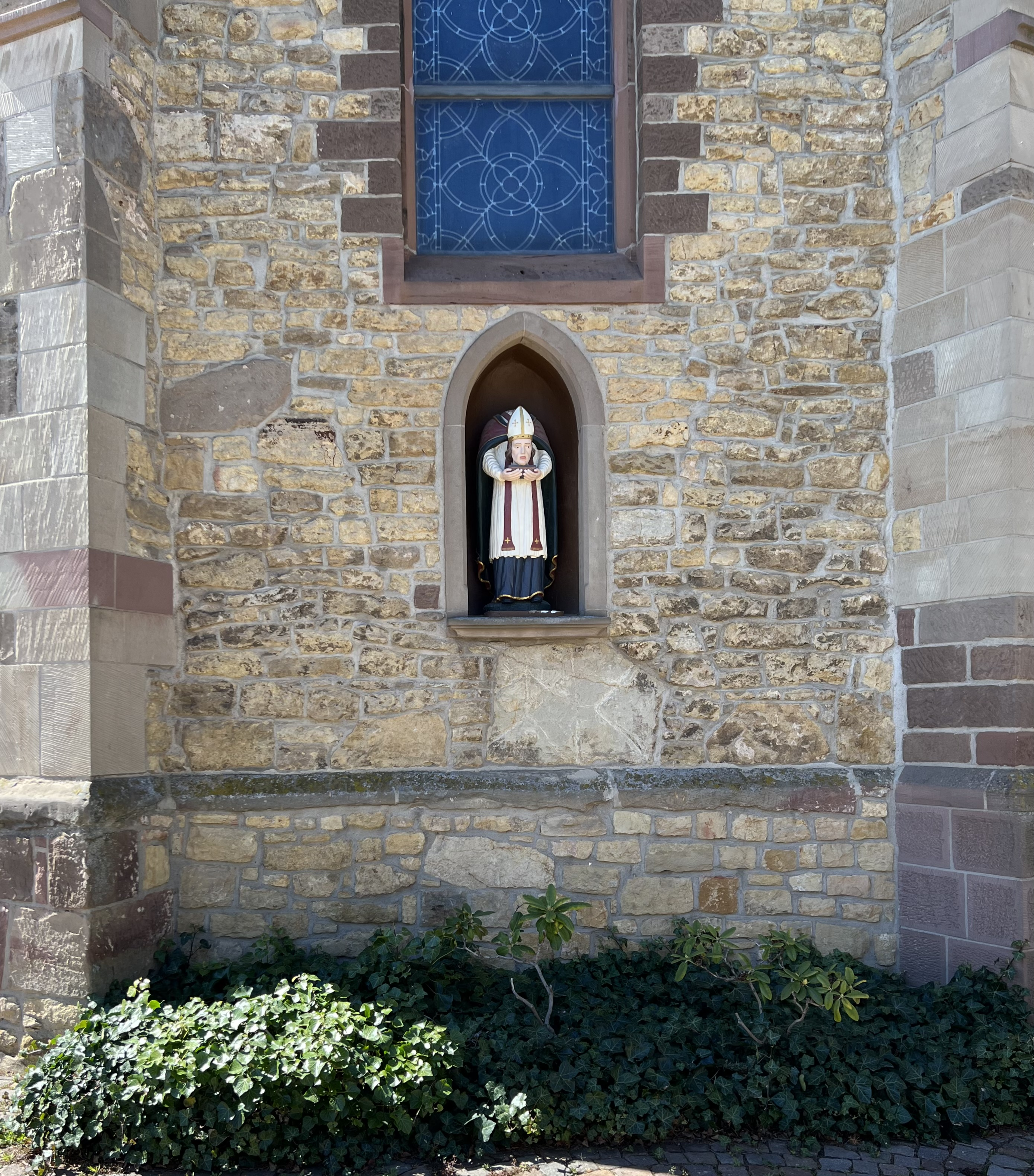
Chorfront mit Vorgängerfundament und Statue des Hl. Dionysius

Wie aus einer Urkunde des Gerichtes Nideggen hervorgeht, besteht die Pfarrei Schwerfen seit 1204. Der Chorbau der jetzigen Kirche gehört zum Teil der Mitte des 14. Jahrhunderts an. Die heutige Kirche wurde um 1891, nach Plänen des Architekten Krämer aus Köln, erbaut. Der Chor aus Bruchsteinmauerwerk mit Strebepfeilern ist bei dem Neubau in einer Höhe von etwa 2 m erhalten geblieben. Der neu errichtete Turm an der Nordseite des Chores steht auf den Fundamenten des alten Turmes. Die Kirche steht unter dem Patrozinium des Hl. Dionysius. Im November 1891 wurde die Kirche von Pfarrer Krumscheid unter Assistenz von Pfarrer Linnich aus Sinzenich, Pfarrer Ceslaus Schneider aus Floisdorf und Pfarrer Verhage aus Eicks eingesegnet und bezogen. Mit dieser Feier verband Pfarrer Krumscheid sein 25-jähriges Priesterjubiläum und die Gemeinde das Dionysius-Fest mit der Dorfkirmes. Im Sommer 1894 stellte der Orgelbauer Schorn die jetzige Orgel auf. Rückblick: 1417 wurde Wilhelm von Irnich von einem Johann von Hengebach und seinen Helfern erschlagen. Zur Sühne für diesen Mord stifteten die Täter in der Pfarrkirche zu Schwerfen den Marienaltar. Die größte Glocke von Schwerfen ist noch aus dem Jahr 1442 mit folgender Inschrift: „Maria heißen ich. St. Dyonysius Patronus“. Die zweitgrößte Glocke ist ebenfalls noch aus dem Mittelalter, von 1468, mit Namen „St. Johann Baptista“. Sie zersprang 1831 und wurde 1893 umgegossen. Die dritte und kleinste Glocke stammt aus dem Jahre 1559 und wurde „Anna“ genannt.
Bereits 1229 wurde die Pfarrei Schwerfen erstmals erwähnt. Am 23. August 2009 verließ der letzte Pfarrer die Gemeinde.

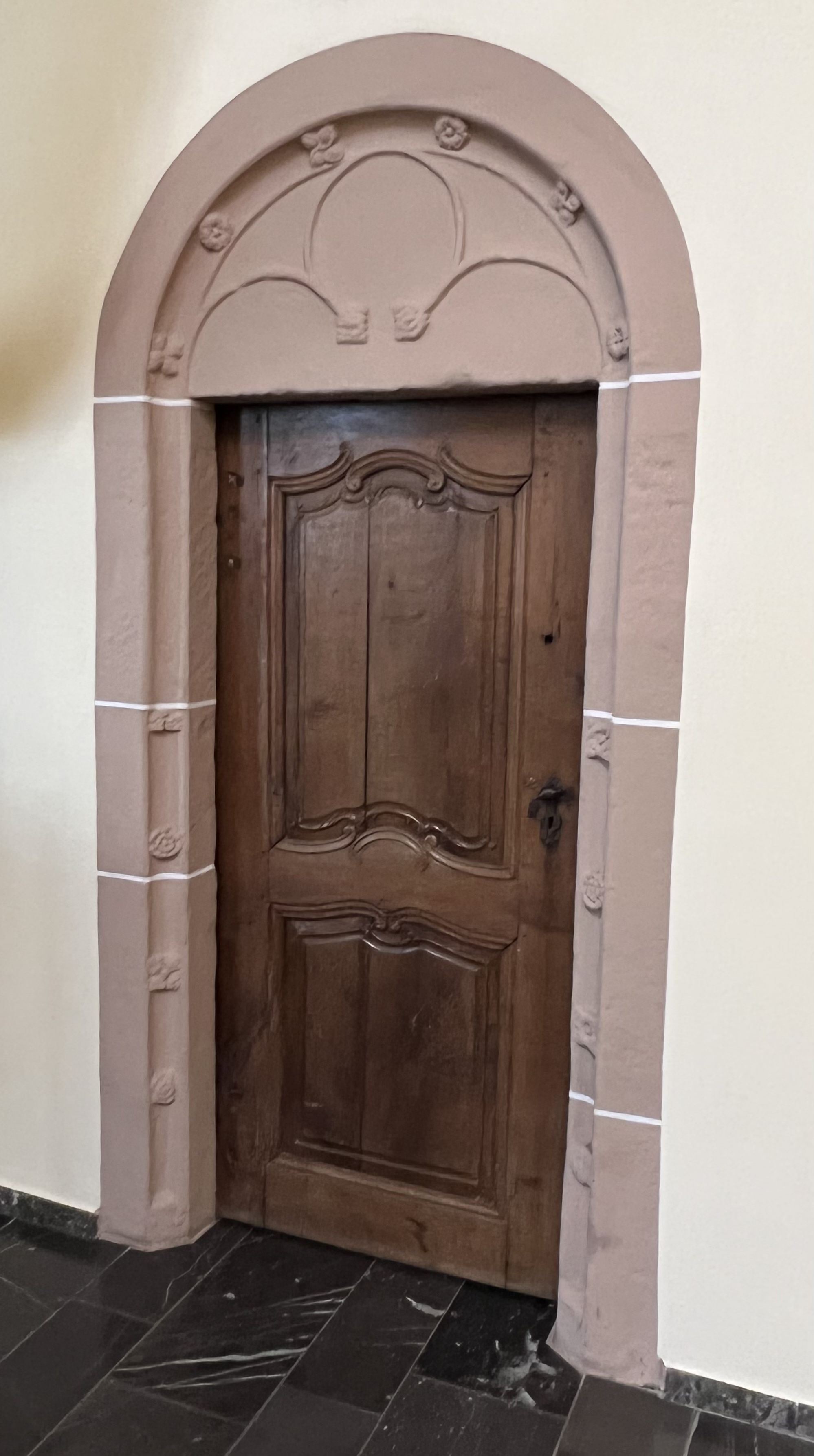
Mittelalterlicher Durchgang zur Sakristei

## Verkehr
Der Ort liegt im Verbundraum des Verkehrsverbundes Rhein-Sieg (VRS). Die Buslinie 810 der RVK verbindet Schwerfen mit Euskirchen. Zusätzlich verkehren Fahrten der Buslinie 811, überwiegend als TaxiBusPlus im Bedarfsverkehr, nach Zülpich und Mechernich. Die Buslinie 774 verbindet als Citybus Zülpich den Ort u. a. mit der Innenstadt Zülpich und dem Zülpicher Bahnhof.
| Linie | Verlauf |
| ----- | --- |
| 774   | Citybus Zülpich: Zülpich Bf – Zülpich Münstertor/Zentrum – Hoven – Seepark – Lövenich – Linzenich – Sinzenich – Schwerfen                                                  |
| 810   | Euskirchen Bf – Euenheim – Wißkirchen – Enzen – (Linzenich – Lövenich – Sinzenich –) Schwerfen                                                                             |
| 811   | MiKE: Mechernich Bf – Mechernich Stiftsweg – Kommern – Gehn – (Virnich –) Schwerfen – Bürvenich – Eppenich – Langendorf – Juntersdorf – Zülpich Frankengraben – Zülpich Bf |

## Vereine
Die Ortsvereine haben sich vor langen Jahren zu einem Gremium zusammengefunden. Dieses Gremium wird im Dorf liebevoll „Ortskartell“ genannt und ist kein Verein im eigentlichen Sinne. Jeder Verein entsendet in dieses Gremium alle drei Monate seinen Vertreter, meist den 1. Vorsitzenden, damit man sich über gemeinsame Projekte und Termine abstimmen kann. Die Belange des Dorfes werden hier erörtert, damit alle Vereine an einem Strang ziehen. Die Dorffeste Tanz in den Mai, Kirmes und auch die Altenfahrt werden vom Kartell organisiert. Das Vereinsleben im Ort wird durch die folgenden Vereine und Gruppierungen gestaltet.
- Dorfverschönerungsverein Schwerfen e. V.
- Freiwillige Feuerwehr Zülpich, Löschgruppe Schwerfen
- Frauengemeinschaft St.Dionysius e. V.
- Gemeindebauverein St.Dionysius e. V.
- Jugend Schwerfen 1993 e. V.
- Kirchenchor Cäcilia
- Karnevalsgesellschaft „Schwerfe bliev Schwerfe“ 1947 e. V.
- Schützenbruderschaft St. Sebastianus Schwerfen e. V.
- Seniorenclub St. Dionysius
- Seniorentanzkreis
- Spiel und Sportclub Schwerfen e. V.
- Tambourkorps Eifeltor e. V.
- Tennisclub Schwerfen e. V.
- „Wir für Schwerfen“ Förderverein 2012 e. V.

## Persönlichkeiten
- Thomas Eßer (1870–1948), in Schwerfen geborener Herausgeber und Politiker. Der Dorfplatz in Schwerfen und eine Berufsschule in Euskirchen sind nach ihm benannt.

## Sonstiges

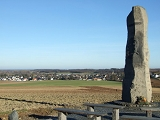
Matthias-Stele

- Im Ort gibt es den städtisch-integrativen Kindergarten sowie einen Waldorfkindergarten.
- Wahrzeichen des Ortes ist der „Eichbaum“, eine uralte Eiche am südöstlichen Ortsrand.
- Oberhalb des Ortes nahe der Straße nach Floisdorf steht, am Pilgerweg nach Trier, die „Matthias-Stele“. Der Sankt-Matthias-Platz lädt mit seinen Bänken zur Rast und einem unvergleichlichen Blick auf die Zülpicher Börde ein.
- In Virnich stand die Burg Virnich.
- In Schwerfen gab es zwischen 1906 und 1967 die Dachziegelfabrik Wilhelm Keldenich.[6]